# Hotel Globo

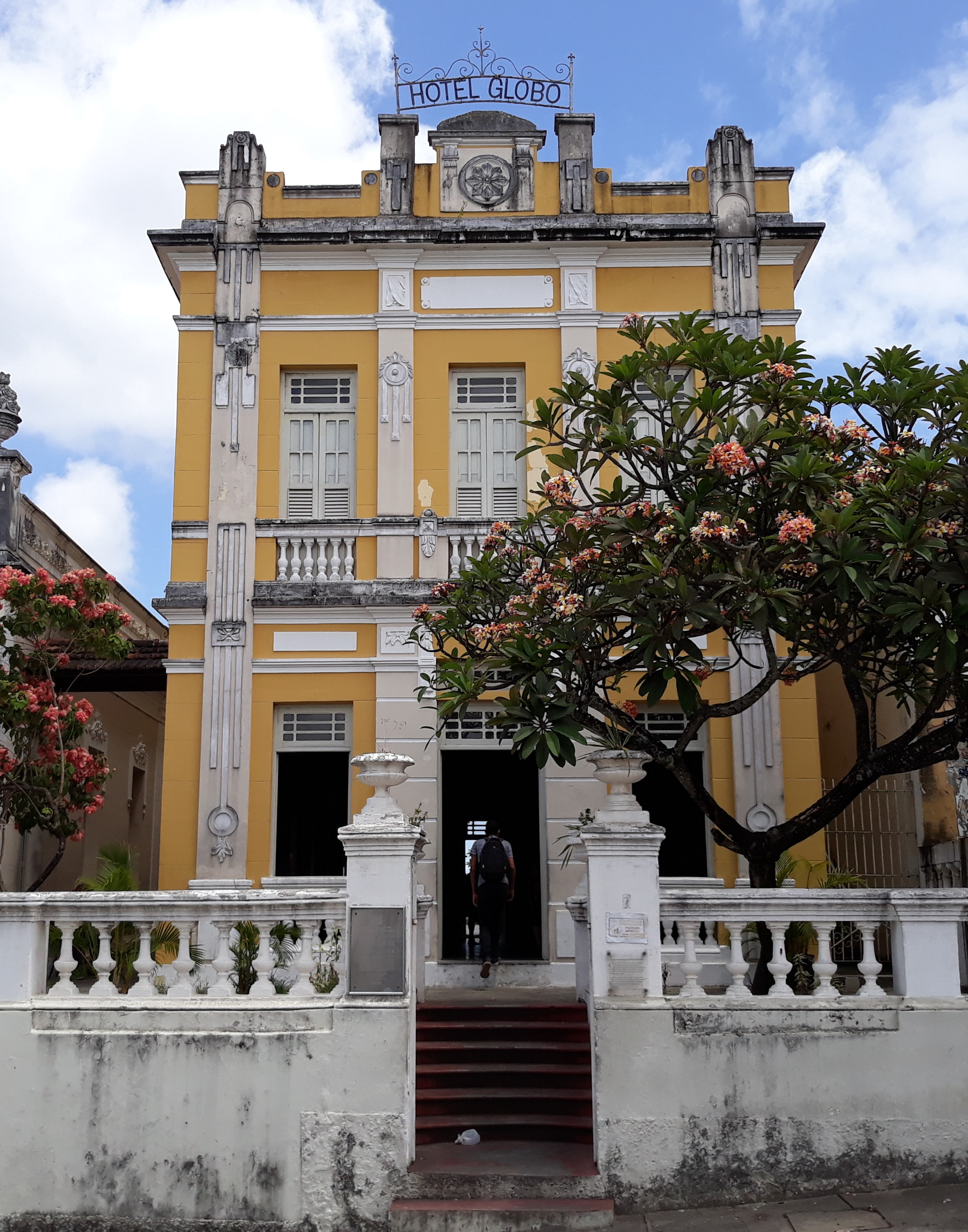
Hotel Globo

O Hotel Globo está localizado na praça de São Frei Pedro Gonçalves, no centro histórico de João Pessoa, Brasil.
Construído em 1929 pelo hoteleiro Henriques Siqueira ("Seu" Marinheiro), atualmente o hotel serve de museu, onde apresenta mobílias e peças de Art Déco utilizadas pelos hóspedes. Conhecido também por apresentar uma bela vista para o Rio Sanhauá e ao pôr-do-sol de seu jardim.
Em 1980, foi tombado pelo IPHAEP (Instituto do Patrimônio Histórico e Artístico da Paraíba), por apresentar uma arquitetura singular, junto aos traços característicos da primeira metade do século XX em João Pessoa. O prédio faz parte do conjunto do Centro HIstórico de João Pessoa, tombado pelo Instituto do Patrimônio Histórico e Artístico Nacional em 2009.
A negligência na manutenção do imóvel por parte da prefeitura de João Pessoa, levou o Ministério Público da Paraíba a acionar a prefeitura judicialmente, obtendo sentença favorável em 2015 e levando a prefeitura a realizar a recuperação. A obra foi realizada e inaugurada em 2016, com a reabertura do imóvel ao público.